# International Security Alliance
De International Security Alliance, afgekort: ISA, is een fictieve veiligheidsdienst uit de Amerikaanse soapserie Days of Our Lives. De organisatie werkt onder andere vanuit de stad Salem in het Midden-Westen van Amerika sinds begin jaren tachtig. In de soap General Hospital is er sprake van een gelijkaardige organisatie, die het World Security Bureau genoemd wordt.
De ISA is een combinatie van orginasaties zoals de FBI, DEA, Interpol, CIA en MI6. Verschillende ISA-agenten waren van Britse afkomst (vooral in de jaren 80), zoals Shane Donovan, Emma Donovan, Gillian Forester, Grace Forester, Simon Fairchild en Chief Tarrington. Het hoofdkantoor zou gelegen zijn in Washington D.C. en een belangrijke afdeling in Londen. De ISA bestrijdt de misdaad die zich nogal vaak centraliseert in het kleine provinciestadje Salem.
Toen de Koude Oorlog nog woedde, moest de ISA het een keer opnemen tegen de Sovjet KGB. Later werd er altijd gestreden tegen de familie DiMera, Kiriakis of Alamain.  
De voornaamste medewerkers uit Salem die in het verleden voor de ISA gewerkt hebben zijn Roman Brady, Steve Johnson, Gabrielle Pascal, John Black, Philip Kiriakis, Billie Reed en Shane Donovan.  Anderen zoals Bo Brady, Hope Williams, Kimberly Brady, Diana Colville en Marlena Evans hebben al geassisteerd, vrijwillig of buiten hun wil om bij sommige operaties.